# Diocese de Wilmington
A Diocese de Wilmington (Dioecesis Wilmingtoniensis) é uma circunscrição eclesiástica da Igreja Católica sediada em  Wilmington, localizada no estado norte-americano de Delaware. Abrange todo o estado de Delaware e os nove condados de Maryland na Península Delmarva. Foi erigida em 3 de março de 1868, pelo Papa Pio IX, sendo desmembrada da Arquidiocese de Baltimore, da qual se tornou sufragânea, e da Diocese de Filadélfia. Seu atual bispo é William Edward Koenig que governa a diocese desde 2021 e sua sé episcopal é a Catedral de São Pedro.
Possui 57 paróquias assistidas por 193 sacerdotes e cerca de 15% da população jurisdicionada é batizada.

## Prelados
|                 | Nome                        | Período     | Notas                                  |        |
| Bispos          | Bispos                      | Bispos      | Bispos                                 | Bispos |
| --------------- | --------------------------- | ----------- | -------------------------------------- | ------ |
| 10º             | William Edward Koenig       | 2021 -      | Atual                                  |        |
| 9°              | William Francis Malooly     | 2008 – 2021 |                                        |        |
| 8º              | Michael Angelo Saltarelli   | 1995 – 2008 |                                        |        |
| 7º              | #Robert Edward Mulvee       | 1985 – 1995 | Nomeado Bispo coadjutor de Providence. |        |
| 6°              | Thomas Joseph Mardaga       | 1968 – 1984 |                                        |        |
| 5º              | Michael William Hyle        | 1960 – 1967 |                                        |        |
| 4º              | Edmond John Fitzmaurice     | 1925 – 1960 |                                        |        |
| 3°              | John James Joseph Monaghan  | 1897 – 1925 |                                        |        |
| 2º              | Alfred Allen Paul Curtis    | 1886 – 1896 |                                        |        |
| 1º              | Thomas Albert Andrew Becker | 1868 – 1886 | Nomeado Bispo de Savannah              |        |
| Bispo coadjutor |                             |             |                                        |        |
|                 | Michael William Hyle        | 1958 - 1960 |                                        |        |
|                 | Hubert James Cartwright     | 1956 - 1958 |                                        |        |

## Território
A Diocese de Wilmington compreende os seguintes condados:

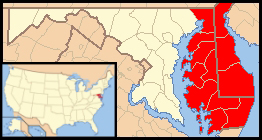
Área territorial da Diocese de Wilmington.

| Delaware                     | Maryland                                                                                      |
| ---------------------------- | --------------------------------------------------------------------------------------------- |
| - New Castle - Kent - Sussex | - Caroline - Cecil - Dorchester - Kent - Queen Anne - Somerset - Talbo - Wicomico - Worcester |